# Contraction d'arête
En théorie des graphes, une contraction d'arête est une opération sur un graphe. Elle consiste, de façon imagée, à contracter une arête d'un graphe, ce qui revient à fusionner ses deux extrémités.
Cette opération est fondamentale pour la théorie des mineurs de graphe et elle est utilisée dans certains algorithmes et certaines preuves.

## Définition

Contraction de l'arête (u,v).

Soit un graphe G=(V,E), contenant une arête (u,v), avec u différent de v. La contraction de (u,v) est l'opération qui consiste à transformer G en un graphe G'=(V',E'), où V'  est égal à V mise à part que u et v sont remplacés par un unique sommet w, et E' est égal à E mis à part que les occurrences de u et v sont remplacés par w. 
Selon le domaine d'application, on enlève ou non les boucles et les multi-arêtes créées par la contraction.

## Utilisations
L'algorithme de Karger pour la coupe min,, et l'algorithme de Borůvka pour l'arbre couvrant de poids minimum, utilisent la contraction d'arêtes.

Un déroulement de l'algorithme de Karger sur un graphe. Pour cet algorithme, on conserve les multiarêtes.